# Flèche du port d'Anvers 2015
La 24e édition de la Flèche du port d'Anvers a eu lieu le 9 août 2015. La course fait partie du calendrier UCI Europe Tour 2015 en catégorie 1.2. C'est également la huitième et dernière épreuve de la Topcompétition 2015.
Elle a été remportée lors d'un sprint massif par le Lituanien Aidis Kruopis (An Post-ChainReaction) qui s'impose respectivement devant le Néerlandais Stan Godrie (Rabobank Development) et le Belge Gerry Druyts (Vastgoedservice-Golden Palace).

## Présentation

### Équipes
Classée en catégorie 1.2 de l'UCI Europe Tour, la Flèche du port d'Anvers est par conséquent ouverte aux équipes continentales professionnelles belges, aux équipes continentales, aux équipes nationales et aux équipes régionales et de clubs.
Vingt-huit équipes participent à cette Flèche du port d'Anvers - une équipe continentale professionnelle, seize équipes continentales et onze équipes régionales et de clubs :
| Équipe continentale professionnelle | Équipe continentale professionnelle | Équipe continentale professionnelle |
| Nom de l'équipe                     | Pays                                | Code                                |
| ----------------------------------- | ----------------------------------- | ----------------------------------- |
| Topsport Vlaanderen-Baloise         | Belgique                            | TSV                                 |

| Équipes continentales          | Équipes continentales | Équipes continentales |
| Nom de l'équipe                | Pays                  | Code                  |
| ------------------------------ | --------------------- | --------------------- |
| 3M                             | Belgique              | MMM                   |
| An Post-ChainReaction          | Irlande               | SKT                   |
| CCT-Champion System            | Nouvelle-Zélande      | CCT                   |
| Cibel                          | Belgique              | CIB                   |
| Colba-Superano Ham             | Belgique              | CSH                   |
| Color Code-Aquality Protect    | Belgique              | CCB                   |
| Differdange-Losch              | Luxembourg            | CCD                   |
| Jo Piels                       | Pays-Bas              | CJP                   |
| Leopard Development            | Luxembourg            | LDT                   |
| Metec-TKH-Mantel               | Pays-Bas              | MET                   |
| Rabobank Development           | Pays-Bas              | RDT                   |
| T.Palm-Pôle Continental Wallon | Belgique              | PCW                   |
| Vastgoedservice-Golden Palace  | Belgique              | VGS                   |
| Veranclassic-Ekoï              | Belgique              | VER                   |
| Verandas Willems               | Belgique              | WIL                   |
| Wallonie-Bruxelles             | Belgique              | WBC                   |

| Équipes régionales et de clubs | Équipes régionales et de clubs | Équipes régionales et de clubs |
| Nom de l'équipe                | Pays                           | Code                           |
| ------------------------------ | ------------------------------ | ------------------------------ |
| Asfra Racing Oudenaarde        | Belgique                       | ASF                            |
| Baguet-MIBA Poorten-Indulek    | Belgique                       | BMP                            |
| BCV Works-Soenens              | Belgique                       | BCV                            |
| EFC-Etixx                      | Belgique                       | EFC                            |
| Lotto-Soudal U23               | Belgique                       | LTU                            |
| Ottignies-Perwez               | Belgique                       | OTP                            |
| Profel United                  | Belgique                       | PFU                            |
| Prorace                        | Belgique                       | PRO                            |
| Royal Antwerp BC               | Belgique                       | RAN                            |
| Van Der Vurst-Hiko             | Belgique                       | VDV                            |
| VL Technics-Experza-Abutriek   | Belgique                       | VLT                            |

### Primes
Les vingt prix sont attribués suivant le barème de l'UCI,. Le total général des prix distribués est de 6 010 €.
| Position | 1er     | 2e      | 3e    | 4e    | 5e    | 6e    | 7e    | 8e    | 9e    | 10e à 20e |
| Prix     | 2 425 € | 1 210 € | 607 € | 305 € | 240 € | 180 € | 180 € | 118 € | 118 € | 57 €      |

## Classements

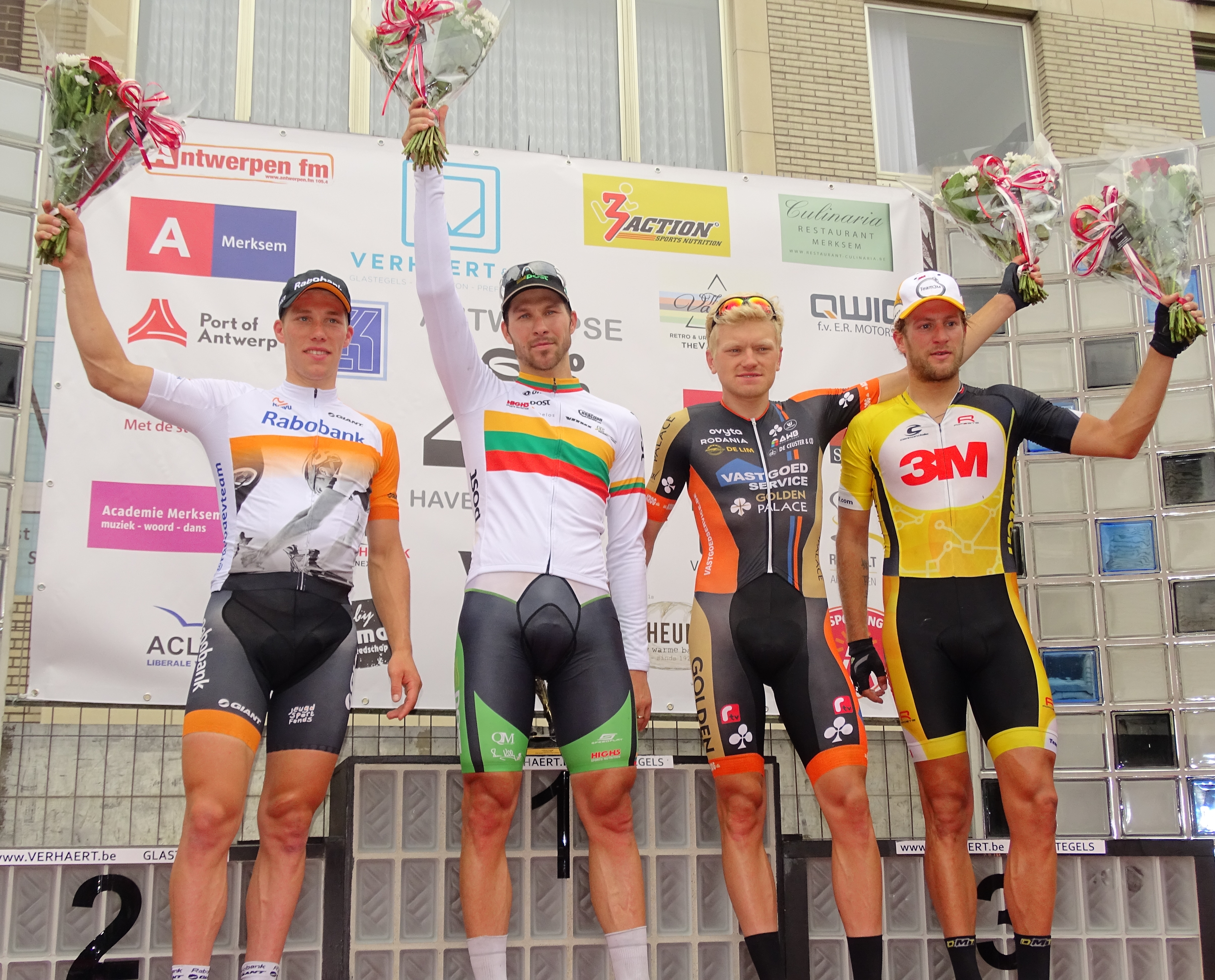
Stan Godrie (2e), Aidis Kruopis (1er) et Gerry Druyts (3e), suivi de Nicolas Vereecken vainqueur final de la Topcompétition.

### Classement final
| Classement final | Classement final   | Classement final | Classement final              | Classement final   |
|                  | Coureur            | Pays             | Équipe                        | Temps              |
| ---------------- | ------------------ | ---------------- | ----------------------------- | ------------------ |
| 1er              | Aidis Kruopis      | Lituanie         | An Post-ChainReaction         | en 3 h 58 min 34 s |
| 2e               | Stan Godrie        | Pays-Bas         | Rabobank Development          | m.t                |
| 3e               | Gerry Druyts       | Belgique         | Vastgoedservice-Golden Palace | m.t                |
| 4e               | Bert Van Lerberghe | Belgique         | Topsport Vlaanderen-Baloise   | m.t                |
| 5e               | Joeri Stallaert    | Belgique         | Cibel                         | m.t                |
| 6e               | Tim Ariesen        | Pays-Bas         | Jo Piels                      | m.t                |
| 7e               | Jan Dieteren       | Allemagne        | Leopard Development           | m.t                |
| 8e               | Stephan Bakker     | Pays-Bas         | Jo Piels                      | m.t                |
| 9e               | Nicolas Vereecken  | Belgique         | 3M                            | m.t                |
| 10e              | Twan van den Brand | Pays-Bas         | Jo Piels                      | m.t                |
| modifier         |                    |                  |                               |                    |

### Classement de la Topcompétition

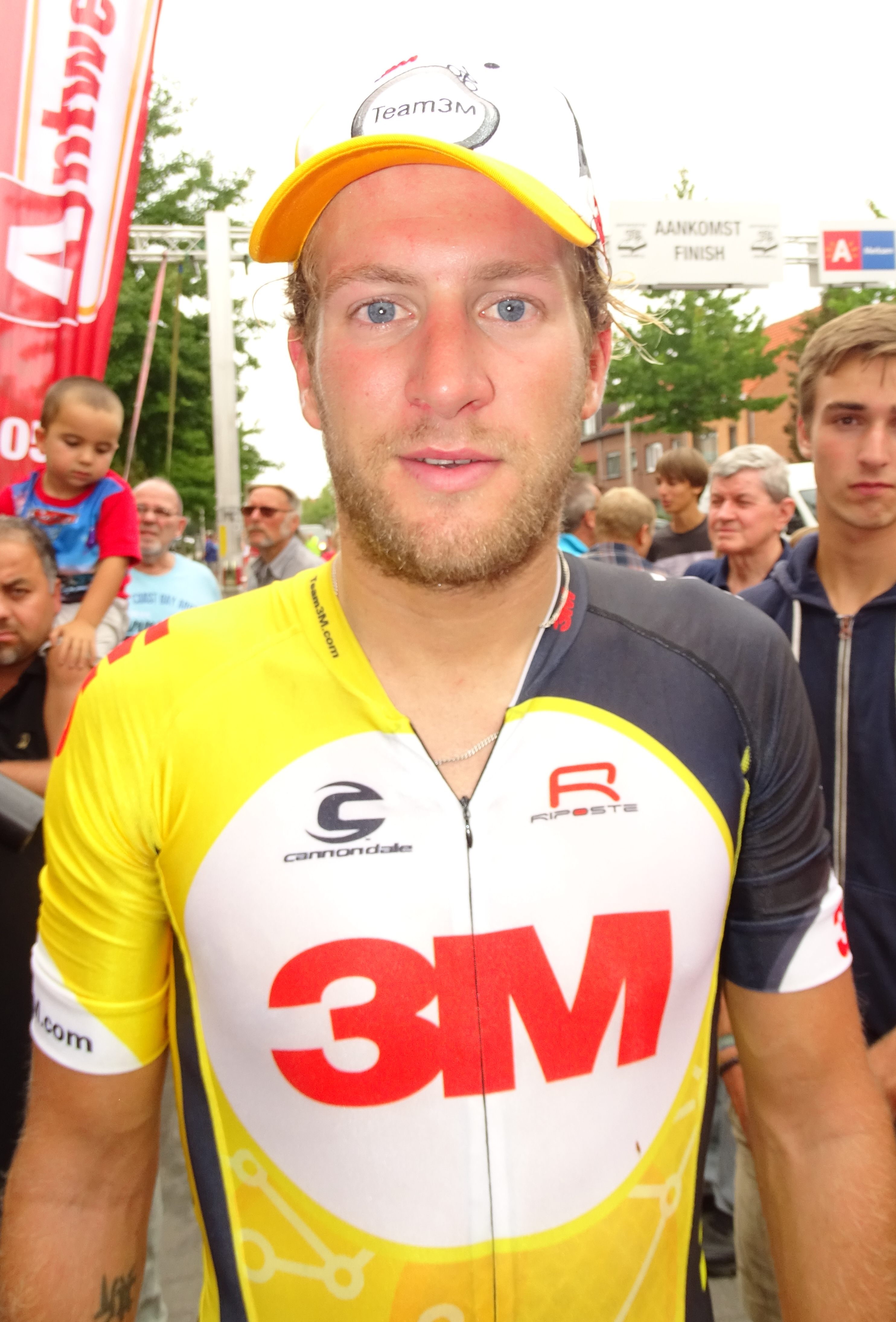
Nicolas Vereecken vainqueur final de la Topcompétition.

| Top dix de la Topcompétition à l'issue de la 8e et dernière manche | Top dix de la Topcompétition à l'issue de la 8e et dernière manche | Top dix de la Topcompétition à l'issue de la 8e et dernière manche | Top dix de la Topcompétition à l'issue de la 8e et dernière manche | Top dix de la Topcompétition à l'issue de la 8e et dernière manche |
| ------------------------------------------------------------------ | ------------------------------------------------------------------ | ------------------------------------------------------------------ | ------------------------------------------------------------------ | ------------------------------------------------------------------ |
|                                                                    | Coureur                                                            | Pays                                                               | Équipe                                                             | Point(s)                                                           |
| 1er                                                                | Nicolas Vereecken                                                  | Belgique                                                           | 3M                                                                 | 119 points                                                         |
| 2e                                                                 | Joeri Stallaert                                                    | Belgique                                                           | Cibel                                                              | 104 pts                                                            |
| 3e                                                                 | Dries Van Gestel                                                   | Belgique                                                           | Lotto-Soudal U23                                                   | 103 pts                                                            |
| 4e                                                                 | Dimitri Peyskens                                                   | Belgique                                                           | 3M                                                                 | 74 pts                                                             |
| 5e                                                                 | Kenneth Van Rooy                                                   | Belgique                                                           | Lotto-Soudal U23                                                   | 73 pts                                                             |
| 6e                                                                 | Tim Vanspeybroeck                                                  | Belgique                                                           | 3M                                                                 | 72 pts                                                             |
| 7e                                                                 | Tom Bosmans                                                        | Belgique                                                           | VL Technics-Experza-Abutriek                                       | 69 pts                                                             |
| 8e                                                                 | Jimmy Duquennoy                                                    | Belgique                                                           | Color Code-Aquality Protect                                        | 67 pts                                                             |
| 9e                                                                 | Maxime Farazijn                                                    | Belgique                                                           | EFC-Etixx                                                          | 66 pts                                                             |
| 10e                                                                | Christophe Noppe                                                   | Belgique                                                           | EFC-Etixx                                                          | 65 pts                                                             |
| modifier                                                           |                                                                    |                                                                    |                                                                    |                                                                    |

| \| \| Top dix de la Topcompétition à l'issue de la 8e et dernière manche[5] \| | \| \| Top dix de la Topcompétition à l'issue de la 8e et dernière manche[5] \| | \| \| Top dix de la Topcompétition à l'issue de la 8e et dernière manche[5] \| | \| \| Top dix de la Topcompétition à l'issue de la 8e et dernière manche[5] \| |
| ------------------------------------------------------------------------------ | ------------------------------------------------------------------------------ | ------------------------------------------------------------------------------ | ------------------------------------------------------------------------------ |
|                                                                                | Équipe                                                                         | Pays                                                                           | Point(s)                                                                       |
| 1                                                                              | Lotto-Soudal U23                                                               | Belgique                                                                       | 215                                                                            |
| 2                                                                              | EFC-Etixx                                                                      | Belgique                                                                       | 189                                                                            |
| 3                                                                              | 3M                                                                             | Belgique                                                                       | 180                                                                            |
| 4                                                                              | VL Technics-Experza-Abutriek                                                   | Belgique                                                                       | 167                                                                            |
| 5                                                                              | Color Code-Aquality Protect                                                    | Belgique                                                                       | 153                                                                            |
| 6                                                                              | Cibel                                                                          | Belgique                                                                       | 140                                                                            |
| 7                                                                              | Profel United                                                                  | Belgique                                                                       | 136                                                                            |
| 8                                                                              | BCV Works-Soenens                                                              | Belgique                                                                       | 135                                                                            |
| 9                                                                              | Ottignies-Perwez                                                               | Belgique                                                                       | 120                                                                            |
| 10                                                                             | Prorace                                                                        | Belgique                                                                       | 110                                                                            |
|                                                                                | Top dix de la Topcompétition à l'issue de la 8e et dernière manche             |                                                                                |                                                                                |

|  | Top dix de la Topcompétition à l'issue de la 8e et dernière manche |

### UCI Europe Tour
Cette Flèche du port d'Anvers attribue des points pour l'UCI Europe Tour 2015, par équipes seulement aux coureurs des équipes continentales professionnelles et continentales, individuellement à tous les coureurs sauf ceux faisant partie d'une équipe ayant un label WorldTeam.
| Position,          | 1er | 2e | 3e | 4e | 5e | 6e | 7e | 8e |
| Classement général | 40  | 30 | 16 | 12 | 10 | 8  | 6  | 3  |

## Liste des participants
- Liste de départ complète

| Légende | Légende                                                                    | Légende | Légende                                                    |
| ------- | -------------------------------------------------------------------------- | ------- | ---------------------------------------------------------- |
| Num     | Dossard de départ porté par le coureur sur cette Flèche du port d'Anvers   | Pos     | Position à l'arrivée de la course                          |
|         | Indique un maillot de champion national ou mondial, suivi de sa spécialité | NP      | Indique un coureur qui n'a pas pris le départ de la course |
| AB      | Indique un coureur qui n'a pas terminé la course                           | HD      | Indique un coureur qui a terminé la course hors des délais |

| Lotto-Soudal U23 LTU          | Lotto-Soudal U23 LTU     | Lotto-Soudal U23 LTU |
| ----------------------------- | ------------------------ | -------------------- |
| Num                           | Coureur                  | Pos                  |
| 1                             | Kevin Deltombe (BEL)     | AB                   |
| 2                             | Emiel Planckaert (BEL)   | 56e                  |
| 3                             | Steff Cras (BEL)         | 95e                  |
| 4                             | Mathias Van Gompel (BEL) | 78e                  |
| 5                             | Joachim Vanreyten (BEL)  | 79e                  |
| 6                             | Milan Menten (BEL)       | 21e                  |
| 7                             | Enzo Wouters (BEL)       | 137e                 |
| Directeur sportif : Carl Roes |                          |                      |

| EFC-Etixx EFC                | EFC-Etixx EFC           | EFC-Etixx EFC |
| ---------------------------- | ----------------------- | ------------- |
| Num                          | Coureur                 | Pos           |
| 8                            | Dennis Delmotte (BEL)   | 31e           |
| 9                            | Herman Vanhoucke (BEL)  | AB            |
| 10                           | Maxime De Poorter (BEL) | 50e           |
| 11                           | Gilles Loncin (BEL)     | 144e          |
| 12                           | Miel Pyfferoen (BEL)    | 30e           |
| 13                           | Christophe Noppe (BEL)  | 20e           |
| 14                           | Jordi Warlop (BEL)      | AB            |
| Directeur sportif : Wim Feys |                         |               |

| Color Code-Aquality Protect CCB | Color Code-Aquality Protect CCB | Color Code-Aquality Protect CCB |
| ------------------------------- | ------------------------------- | ------------------------------- |
| Num                             | Coureur                         | Pos                             |
| 15                              | Tom Galle (BEL)                 | 76e                             |
| 16                              | Loïc Hennaux (BEL)              | 124e                            |
| 17                              | Florent Delfosse (BEL)          | 70e                             |
| 18                              | Jimmy Duquennoy (BEL)           | 16e                             |
| 19                              | Franklin Six (BEL)              | 121e                            |
| 20                              | Maximilien Picoux (BEL)         | 13e                             |
| 21                              | Julien Kaise (BEL)              | 75e                             |
| Directeur sportif : ?           |                                 |                                 |

| Verandas Willems WIL  | Verandas Willems WIL       | Verandas Willems WIL |
| --------------------- | -------------------------- | -------------------- |
| Num                   | Coureur                    | Pos                  |
| 22                    | Daan Myngheer (BEL)        | 63e                  |
| 23                    | Elias Van Breussegem (BEL) | 105e                 |
| 24                    | Dries De Bondt (BEL)       | 43e                  |
| 25                    | Jérôme Kerf (BEL)          | 108e                 |
| 26                    | Olivier Pardini (BEL)      | 42e                  |
| 27                    | Joren Touquet (BEL)        | 44e                  |
| 28                    | Emiel Wastyn (BEL)         | 91e                  |
| Directeur sportif : ? |                            |                      |

| BCV Works-Soenens BCV              | BCV Works-Soenens BCV  | BCV Works-Soenens BCV |
| ---------------------------------- | ---------------------- | --------------------- |
| Num                                | Coureur                | Pos                   |
| 29                                 | Stef Claeys (BEL)      | AB                    |
| 30                                 | Joeri Persoon (BEL)    | AB                    |
| 31                                 | Robbe Vangheluwe (BEL) | AB                    |
| 32                                 | Jordy Vanmeenen (BEL)  | 138e                  |
| 33                                 |                        |                       |
| 34                                 | Thimo Willems (BEL)    | 94e                   |
| 35                                 | Gianni Wytinck (BEL)   | 71e                   |
| Directeur sportif : Francky Vanhie |                        |                       |

| 3M MMM                              | 3M MMM                   | 3M MMM |
| ----------------------------------- | ------------------------ | ------ |
| Num                                 | Coureur                  | Pos    |
| 36                                  | Nicolas Vereecken (BEL)  | 9e     |
| 37                                  | Emiel Vermeulen (BEL)    | 127e   |
| 38                                  | Kevin Panhuyzen (BEL)    | AB     |
| 39                                  |                          |        |
| 40                                  | Connor McConvey (IRL)    | 61e    |
| 41                                  | Michael Vingerling (NED) | 139e   |
| 42                                  |                          |        |
| Directeur sportif : Bernard Moerman |                          |        |

| Cibel CIB                               | Cibel CIB                   | Cibel CIB |
| --------------------------------------- | --------------------------- | --------- |
| Num                                     | Coureur                     | Pos       |
| 43                                      | Benjamin Verraes (BEL)      | 57e       |
| 44                                      | Joeri Stallaert (BEL)       | 5e        |
| 45                                      | Kevin De Jonghe (BEL)       | 99e       |
| 46                                      | Thomas Gibbons (USA)        | 36e       |
| 47                                      | Jori Van Steenberghen (BEL) | 22e       |
| 48                                      | Niels Van Dorsselaer (BEL)  | AB        |
| 49                                      | Bjorn De Decker (BEL)       | 128e      |
| Directeur sportif : Gaspard Van Petegem |                             |           |

| Ottignies-Perwez OTP               | Ottignies-Perwez OTP     | Ottignies-Perwez OTP |
| ---------------------------------- | ------------------------ | -------------------- |
| Num                                | Coureur                  | Pos                  |
| 50                                 | Dylan Bodchon (BEL)      | 96e                  |
| 51                                 | Auxence Buntinx (BEL)    | 26e                  |
| 52                                 | Julien Dechesne (BEL)    | 24e                  |
| 53                                 | Arne De Schuyter (BEL)   | 82e                  |
| 54                                 | Robin Haubruge (BEL)     | NP                   |
| 55                                 | Thomas Huyberechts (BEL) | AB                   |
| 56                                 | Johan Mombaerts (FRA)    | 115e                 |
| Directeur sportif : André Soetaers |                          |                      |

| VL Technics-Experza-Abutriek VLT  | VL Technics-Experza-Abutriek VLT | VL Technics-Experza-Abutriek VLT |
| --------------------------------- | -------------------------------- | -------------------------------- |
| Num                               | Coureur                          | Pos                              |
| 57                                | Mathias De Witte (BEL)           | 25e                              |
| 58                                | Tuur Deprez (BEL)                | 66e                              |
| 59                                | Jan Logier (BEL)                 | 65e                              |
| 60                                | Guillaume Seye (BEL)             | 55e                              |
| 61                                | Seppe Verschuere (BEL)           | 48e                              |
| 62                                | Thomas Demolder (BEL)            | 118e                             |
| 63                                | Brent Van De Kerkhove (BEL)      | 29e                              |
| Directeur sportif : Nicolas Dereu |                                  |                                  |

| Prorace PRO           | Prorace PRO               | Prorace PRO |
| --------------------- | ------------------------- | ----------- |
| Num                   | Coureur                   | Pos         |
| 64                    | Maxim Panis (BEL)         | AB          |
| 65                    | Brent Masure (BEL)        | AB          |
| 66                    | Brent Briesen (BEL)       | AB          |
| 67                    | Thomas Van De Wiele (BEL) | AB          |
| 68                    | Josh Teasdale (GBR)       | 69e         |
| 69                    | Robin Mertens (BEL)       | 38e         |
| 70                    | Stijn Mortelmans (BEL)    | 101e        |
| Directeur sportif : ? |                           |             |

| T.Palm-Pôle Continental Wallon PCW      | T.Palm-Pôle Continental Wallon PCW | T.Palm-Pôle Continental Wallon PCW |
| --------------------------------------- | ---------------------------------- | ---------------------------------- |
| Num                                     | Coureur                            | Pos                                |
| 71                                      |                                    |                                    |
| 72                                      |                                    |                                    |
| 73                                      | Antoine Didier (BEL)               | AB                                 |
| 74                                      | Bastien Kroonen (BEL)              | 47e                                |
| 75                                      | Jeff Peelaers (BEL)                | 85e                                |
| 76                                      | Thibault Parmentier (BEL)          | AB                                 |
| 77                                      | Maxime Vekeman (BEL)               | 51e                                |
| Directeur sportif : Pascal Pieteraerens |                                    |                                    |

| Wallonie-Bruxelles WBC | Wallonie-Bruxelles WBC  | Wallonie-Bruxelles WBC |
| ---------------------- | ----------------------- | ---------------------- |
| Num                    | Coureur                 | Pos                    |
| 78                     | Olivier Chevalier (BEL) | 58e                    |
| 79                     | Ludwig De Winter (BEL)  | 88e                    |
| 80                     | Loïc Pestiaux (BEL)     | 92e                    |
| 81                     | Thomas Wertz (BEL)      | 97e                    |
| 82                     | Gaëtan Pons (BEL)       | 33e                    |
| 83                     | Grégory Habeaux (BEL)   | 135e                   |
| 84                     | Kevyn Ista (BEL)        | 125e                   |
| Directeur sportif : ?  |                         |                        |

| Van Der Vurst-Hiko VDV             | Van Der Vurst-Hiko VDV    | Van Der Vurst-Hiko VDV |
| ---------------------------------- | ------------------------- | ---------------------- |
| Num                                | Coureur                   | Pos                    |
| 85                                 | Stijn De Bock (BEL)       | 64e                    |
| 86                                 | Alfdan De Decker (BEL)    | 34e                    |
| 87                                 | Johannes De Paepe (BEL)   | 49e                    |
| 88                                 | Jeroen D'Heer (BEL)       | 86e                    |
| 89                                 | Rutger Roelandts (BEL)    | 109e                   |
| 90                                 |                           |                        |
| 91                                 | Frederik Vandewiele (BEL) | AB                     |
| Directeur sportif : Jurgen De Smet |                           |                        |

| Veranclassic-Ekoï VER | Veranclassic-Ekoï VER           | Veranclassic-Ekoï VER |
| --------------------- | ------------------------------- | --------------------- |
| Num                   | Coureur                         | Pos                   |
| 92                    | Edwig Cammaerts (BEL)           | 45e                   |
| 93                    | Jelle Goderis (BEL)             | 100e                  |
| 94                    | Niels De Rooze (BEL)            | 60e                   |
| 95                    | Robbe Casier (BEL)              | AB                    |
| 96                    | Gorik Gardeyn (BEL)             | 62e                   |
| 97                    | Justin Jules (FRA)              | AB                    |
| 98                    | Francesco Van Coppernolle (BEL) | 52e                   |
| Directeur sportif : ? |                                 |                       |

| Baguet-MIBA Poorten-Indulek BMP     | Baguet-MIBA Poorten-Indulek BMP | Baguet-MIBA Poorten-Indulek BMP |
| ----------------------------------- | ------------------------------- | ------------------------------- |
| Num                                 | Coureur                         | Pos                             |
| 99                                  | Stef Rogier (BEL)               | AB                              |
| 100                                 | Matthias Onghena (BEL)          | 39e                             |
| 101                                 | Jens Moens (BEL)                | 136e                            |
| 102                                 | Jasper Van Der Schelden (BEL)   | 122e                            |
| 103                                 | Jari Heyse (BEL)                | AB                              |
| 104                                 | Killian Michiels (BEL)          | 107e                            |
| 105                                 |                                 |                                 |
| Directeur sportif : Pascal De Weerd |                                 |                                 |

| Asfra Racing Oudenaarde ASF | Asfra Racing Oudenaarde ASF | Asfra Racing Oudenaarde ASF |
| --------------------------- | --------------------------- | --------------------------- |
| Num                         | Coureur                     | Pos                         |
| 106                         | Jens De Roock (BEL)         | AB                          |
| 107                         | Zohar Hadari (ISR)          | 93e                         |
| 108                         | Ylber Sefa (ALB)            | 80e                         |
| 109                         | Indy Van Damme (BEL)        | 146e                        |
| 110                         | Glenn Velle (BEL)           | 37e                         |
| 111                         | Kevin Verwaest (BEL)        | 72e                         |
| 112                         | Dan Whelan (GBR)            | AB                          |
| Directeur sportif : ?       |                             |                             |

| Vastgoedservice-Golden Palace VGS | Vastgoedservice-Golden Palace VGS | Vastgoedservice-Golden Palace VGS |
| --------------------------------- | --------------------------------- | --------------------------------- |
| Num                               | Coureur                           | Pos                               |
| 113                               | Jordi Van Dingenen (BEL)          | 89e                               |
| 114                               | Alexander Geuens (BEL)            | 32e                               |
| 115                               | Gerry Druyts (BEL)                | 3e                                |
| 116                               | Sam Lennertz (BEL)                | NP                                |
| 117                               | Kurt Geysen (BEL)                 | 131e                              |
| 118                               | Timothy Stevens (BEL)             | 17e                               |
| 119                               | Alphonse Vermote (BEL)            | 111e                              |
| Directeur sportif : Roger Loysch  |                                   |                                   |

| Profel United PFU                | Profel United PFU      | Profel United PFU |
| -------------------------------- | ---------------------- | ----------------- |
| Num                              | Coureur                | Pos               |
| 120                              | Michiel Broes (BEL)    | 40e               |
| 121                              | Glenn Debruyne (BEL)   | 46e               |
| 122                              | Dries Lehaen (BEL)     | 143e              |
| 123                              | Joren Segers (BEL)     | 123e              |
| 124                              | Rutger Wouters (BEL)   | AB                |
| 125                              | Lennert Hoefkens (BEL) | 145e              |
| 126                              | Laurens Boons (BEL)    | 81e               |
| Directeur sportif : Johan Remels |                        |                   |

| Colba-Superano Ham CSH | Colba-Superano Ham CSH    | Colba-Superano Ham CSH |
| ---------------------- | ------------------------- | ---------------------- |
| Num                    | Coureur                   | Pos                    |
| 127                    | Jelle Mannaerts (BEL)     | 11e                    |
| 128                    | Egidijus Juodvalkis (LTU) | 18e                    |
| 129                    | Ruben Geerinckx (BEL)     | AB                     |
| 130                    | Kevin Suarez (BEL)        | 110e                   |
| 131                    | Bryan Verdoolaeghe (BEL)  | 120e                   |
| 132                    | Jeroen Goeleven (BEL)     | 141e                   |
| 133                    | Nick van der Meer (NED)   | 133e                   |
| Directeur sportif : ?  |                           |                        |

| Topsport Vlaanderen-Baloise TSV | Topsport Vlaanderen-Baloise TSV | Topsport Vlaanderen-Baloise TSV |
| ------------------------------- | ------------------------------- | ------------------------------- |
| Num                             | Coureur                         | Pos                             |
| 134                             | Sander Helven (BEL)             | 132e                            |
| 135                             | Pieter Jacobs (BEL)             | 130e                            |
| 136                             | Tim Declercq (BEL)              | 129e                            |
| 137                             | Arthur Vanoverberghe (BEL)      | AB                              |
| 138                             | Bert Van Lerberghe (BEL)        | 4e                              |
| 139                             |                                 |                                 |
| 140                             | Otto Vergaerde (BEL)            | 134e                            |
| Directeur sportif : Luc Colijn  |                                 |                                 |

| CCT-Champion System CCT         | CCT-Champion System CCT | CCT-Champion System CCT |
| ------------------------------- | ----------------------- | ----------------------- |
| Num                             | Coureur                 | Pos                     |
| 141                             | Darijus Džervus (LTU)   | 12e                     |
| 142                             | Tom Goovaerts (BEL)     | 54e                     |
| 143                             | Joshua Haggerty (NZL)   | 83e                     |
| 144                             | Tanzō Tokuda (JPN)      | AB                      |
| 145                             | James Spragg (GBR)      | 77e                     |
| 146                             | Ryan Wills (NZL)        | NP                      |
| 147                             | Matthew Zenovich (NZL)  | AB                      |
| Directeur sportif : Walter Maes |                         |                         |

| Royal Antwerp BC RAN           | Royal Antwerp BC RAN           | Royal Antwerp BC RAN |
| ------------------------------ | ------------------------------ | -------------------- |
| Num                            | Coureur                        | Pos                  |
| 148                            | Geoffrey Geysels (BEL)         | AB                   |
| 149                            | Robin Jacobs (BEL)             | 87e                  |
| 150                            | Alexander De Keersmaeker (BEL) | 35e                  |
| 151                            | Mattias Raeymaekers (BEL)      | 113e                 |
| 152                            | Stef Swinnen (BEL)             | AB                   |
| 153                            | Ken De Fauw (BEL)              | 119e                 |
| 154                            | Kristof Dockx (BEL)            | 114e                 |
| Directeur sportif : Jan Daemen |                                |                      |

| Jo Piels CJP                        | Jo Piels CJP             | Jo Piels CJP |
| ----------------------------------- | ------------------------ | ------------ |
| Num                                 | Coureur                  | Pos          |
| 155                                 | Tim Ariesen (NED)        | 6e           |
| 156                                 | Twan van den Brand (NED) | 10e          |
| 157                                 | Stephan Bakker (NED)     | 8e           |
| 158                                 | Adriaan Janssen (NED)    | 116e         |
| 159                                 | Sven van Luijk (NED)     | 84e          |
| 160                                 | Jeff Vermeulen (NED)     | AB           |
| 161                                 | Tim Rodenburg (NED)      | 67e          |
| Directeur sportif : Sjaak van Hooft |                          |              |

| Rabobank Development RDT              | Rabobank Development RDT  | Rabobank Development RDT |
| ------------------------------------- | ------------------------- | ------------------------ |
| Num                                   | Coureur                   | Pos                      |
| 162                                   |                           |                          |
| 163                                   | Mitchell Cornelisse (NED) | 126e                     |
| 164                                   | Stan Godrie (NED)         | 2e                       |
| 165                                   | Piotr Havik (NED)         | 68e                      |
| 166                                   | Merijn Korevaar (NED)     | 19e                      |
| 167                                   | Jan Maas (NED)            | 27e                      |
| 168                                   | Sieben Wouters (NED)      | 117e                     |
| Directeur sportif : Arthur van Dongen |                           |                          |

| Leopard Development LDT          | Leopard Development LDT  | Leopard Development LDT |
| -------------------------------- | ------------------------ | ----------------------- |
| Num                              | Coureur                  | Pos                     |
| 169                              | Jan Dieteren (GER)       | 7e                      |
| 170                              | Kevin Feiereisen (LUX)   | 142e                    |
| 171                              | Marco König (GER)        | 59e                     |
| 172                              | Pit Schlechter (LUX)     | 102e                    |
| 173                              | Laurent Vanden Bak (BEL) | AB                      |
| 174                              | Kristian Haugaard (DEN)  | AB                      |
| 175                              | Matthias Plarre (GER)    | AB                      |
| Directeur sportif : Tom Flammang |                          |                         |

| Metec-TKH-Mantel MET                     | Metec-TKH-Mantel MET     | Metec-TKH-Mantel MET |
| ---------------------------------------- | ------------------------ | -------------------- |
| Num                                      | Coureur                  | Pos                  |
| 176                                      | Sjoerd Kouwenhoven (NED) | 103e                 |
| 177                                      | Jarno Gmelich (NED)      | 112e                 |
| 178                                      | Stefan Kreder (NED)      | 104e                 |
| 179                                      | Milan Veltman (NED)      | 28e                  |
| 180                                      |                          |                      |
| 181                                      | Oscar Riesebeek (NED)    | 73e                  |
| 182                                      | Remco te Brake (NED)     | 23e                  |
| Directeur sportif : Adri van Houwelingen |                          |                      |

| Differdange-Losch CCD             | Differdange-Losch CCD   | Differdange-Losch CCD |
| --------------------------------- | ----------------------- | --------------------- |
| Num                               | Coureur                 | Pos                   |
| 183                               | Rick Ampler (GER)       | AB                    |
| 184                               | Filip Bengtsson (SWE)   | 74e                   |
| 185                               | Pontus Kastemyr (SWE)   | 90e                   |
| 186                               | Kacper Nowicki (POL)    | 140e                  |
| 187                               | Cedric Raymackers (BEL) | NP                    |
| 188                               | Thomas Deruette (BEL)   | 98e                   |
| 189                               | Manuel Stocker (SUI)    | 41e                   |
| Directeur sportif : Gabriel Gatti |                         |                       |

| An Post-ChainReaction SKT         | An Post-ChainReaction SKT   | An Post-ChainReaction SKT |
| --------------------------------- | --------------------------- | ------------------------- |
| Num                               | Coureur                     | Pos                       |
| 190                               | Aidis Kruopis (LTU) (Route) | 1er                       |
| 191                               | Aaron Gate (NZL)            | 53e                       |
| 192                               | Xandro Meurisse (BEL)       | 14e                       |
| 193                               | Jens Vandenbogaerde (BEL)   | 106e                      |
| 194                               | Alexander Maes (BEL)        | 15e                       |
| 195                               |                             |                           |
| 196                               |                             |                           |
| Directeur sportif : Niko Eeckhout |                             |                           |